# Amastus lichyi
Amastus lichyi là một loài bướm đêm thuộc phân họ Arctiinae, họ Erebidae.